# Rafael Bonastre
Rafael Bonastre (Espanya, ?? – Múrcia, 1848) va ser un fagotista essencial i important de la seva època. Es va formar musicalment a l'Escola de Montserrat. Segons B. Saldoni, va ser un dels millors instrumentistes espanyols en la seva especialitat, on "no coneixia rival". Va formar part de la banda de música del general Lake (Saldoni deia "del general anglès Boche") durant la guerra Napoleònica. Va ser el primer fagot de la capella de música de la catedral de Múrcia, on va morir l'any 1848.